# Saldremos mejores
Saldremos mejores es un pódcast español creado en 2021 sobre actualidad sociopolítica presentado por Inés Hernand y Nerea Pérez de las Heras, publicado semanalmente en formato de audio en Podium Podcast y en vídeo en Youtube. En 2024, fue galardonado con un Premio Ondas Globales del Podcast en la categoría de Mejor Podcast Conversacional.

## Historia
El 20 de octubre de 2021, se presentó el primer episodio en Podium Podcast, la plataforma de audio del Grupo Prisa. El título, Saldremos mejores, hace referencia a la idea que surgió en España durante los meses de confinamiento por la pandemia de COVID-19 según la cual la sociedad se vería reforzada tras este episodio histórico. La intención de las creadoras al iniciar el pódcast era aportar un tono de humor al análisis de la actualidad (percibida con pesimismo en el momento de la pandemia), pero manteniendo el rigor informativo.
La primera temporada se estrenó en 2021 en Podium Podcast y contó con 31 episodios. Durante la segunda temporada, publicaron 36 episodios. En septiembre de 2023 estrenaron la tercera temporada. Además de analizar noticias de actualidad, en el pódcast realizaron entrevistas a personas de relevancia política y cultural, como el expresidente del Gobierno José Luis Rodríguez Zapatero, la ministra de trabajo Yolanda Díaz, Mónica García, Manuela Carmena, Ada Colau, Mercedes Milá o Jordi Évole.

### Íbamos a salir mejores, pero...
En septiembre de 2023, se estrenó en la Cadena SER una sección llamada Íbamos a salir mejores, pero..., como parte del programa Hora 25. Se trata de una versión reducida del pódcast original, con un tono y una temática similares.
La presentación de este nuevo formato se produjo dos meses después de que Nerea Pérez de las Heras sufriera un accidente que había supuesto la amputación de su pierna derecha por encima del tobillo. Después de un mes de desconexión en Internet, empezó a hablar abiertamente del acontecimiento, lanzando un mensaje de apoyo al Sistema Nacional de Salud y al papel del feminismo en su red de cuidado.

### Saldremos mejores live show
Saldremos mejores se realizó en directo por primera vez en el Encuentro Mundial de Humorismo celebrado del 29 de abril al 2 de mayo de 2022 en La Coruña. Tras esta actuación, se comenzaron a organizar más shows en vivo, recorriendo las principales ciudades españolas.

## Episodios
| Temporada | Temporada         | Episodios | Episodios | Emisión original         | Emisión original    |
| Temporada | Temporada         | Episodios | Episodios | Primera emisión          | Última emisión      |
| --------- | ----------------- | --------- | --------- | ------------------------ | ------------------- |
|           | Primera temporada | 31        | 31        | 20 de octubre de 2021    | 8 de julio de 2022  |
|           | Segunda temporada | 36        | 36        | 21 de septiembre de 2022 | 5 de julio de 2023  |
|           | Tercera temporada | 37        | 37        | 20 de septiembre de 2023 | 10 de julio de 2024 |

## Reconocimientos
En 2023, Saldremos mejores fue incluido en la lista de los mejores pódcast 50 Best in Podcasting de 2023, elaborada por la revista Forbes. Al año siguiente, en 2024, recibió el Premio Ondas Globales del Podcast en la categoría de Mejor Podcast Conversacional, ex aequo con Meterse al Rancho, de Santiago Alarcón.
También en 2024, la Academia de las Artes y las Ciencias Cinematográficas de España, eligió a Saldremos mejores como uno de los programas de su ciclo «¡Bienvenido, Mr. Podcast!». En 2025, la revista Time Out nombró a Saldremos mejores como uno de los mejores pódcast que escuchar.